# Bi tình thành thị
Bi tình thành thị (Tiếng Hoa: 悲情城市; bính âm: bēiqíng chéngshì, tiếng Anh: A City of Sadness) là một bộ phim kinh điển của điện ảnh Hoa ngữ do đạo diễn Hầu Hiếu Hiền sản xuất năm 1989 với các diễn viên chính Lương Triều Vỹ, Trần Tùng Dũng, Jack Kao, Li Tian-lu.
Bi tình thành thị được xem là tác phẩm đỉnh cao trong sự nghiệp của đạo diễn tài danh Hầu Hiếu Hiền. Năm 1989, bộ phim đi vào lịch sử khi trở thành phim Hoa ngữ đầu tiên xuất sắc giành giải thưởng Sư tử vàng danh giá tại Liên hoan phim Venice. Bộ phim còn đoạt giải Ciak d’Oro (giải thưởng khán giả) và Giải thưởng của Unesco. Năm 2011 tại LHP Kim Mã, tác phẩm đã được bầu chọn là bộ phim vĩ đại nhất trong lịch sử 100 năm của nền điện ảnh Hoa ngữ. Năm 2015, bộ phim xếp thứ 5 trong danh sách "100 phim châu Á xuất sắc nhất mọi thời đại" do các chuyên gia tại Liên hoan phim quốc tế Busan bình chọn.
Nội dung phim tái hiện cuộc sống của người dân Đài Loan trong suốt 4 năm xung đột với Nhật Bản. Câu chuyện xoay quanh 3 anh em trong gia đình họ Lâm (Lương Triều Vỹ, Sung Young Chen, Jack Kao) mỗi người một tính cách, một lựa chọn riêng nhưng cùng phải tồn tại trong giai đoạn lịch sử đầy biến động. Phim khắc họa sâu sắc mâu thuẫn giữa người dân bản địa với những người nhập cư và tình thế khó khăn Đài Loan phải đối mặt trong thời kỳ đen tối.

## Cốt truyện
Bi tình thành thị tái hiện lại một phần lịch sử của người dân Đài Loan trong suốt bốn năm ròng trong cuộc chiến với Nhật và chính phủ đương thời. Câu chuyện thông qua gia đình nhà họ Lâm qua ba anh em ruột, mỗi người một tính cách, một bối cảnh riêng và cùng tồn tại giữa một đất nước đầy biến động. Phim khắc họa sâu sắc những xung đột giữa người dân bản địa Đài Loan với những người nhập cư và những khó khăn mà người dân nơi đây phải đối mặt trong thời kỳ đen tối.
Bộ phim bắt đầu xu hướng đối phó với tình trạng thiếu sự giao tiếp trên mọi mọi phương diện của Hầu Hiếu Hiền. Thành phố bi tình miêu tả sự cách biệt trong giao tiếp giữa người Đài Loan, những người khao khát độc lập, và người Trung Quốc, những người coi người Đài là những kẻ nổi loạn và muốn bắt giữ họ. Cùng sự khác biệt về ngôn ngữ, nó cho thấy sự khác biệt văn hóa giữa những người sống ở Đại Lục và những người sống trên đảo. Cuối cùng, nó cho thấy sự cách biệt xã hội giữa những người câm điếc và người mà họ thích. Về bản chất, Thành phố bi tình là một bộ phim xã hội, được thể hiện thông qua lăng kính của lịch sử đất nước.
Lương Triều Vỹ đóng vai người em út câm điếc. Dù mang những khiếm khuyết trên thân thể, cậu vẫn là một người đàn ông tuyệt vời, thông minh nhất, và là người duy nhất thực sự hiểu tình hình chính trị.

## Nhân vật

### Gia đình họ Lâm
- Lương Triều Vỹ vai Wen-ching
- Sung Young Chen vai Wen-heung
- Jack Kao vai Wen-leung
- Li Tian-lu vai Ah-lu

### Các nhân vật khác
- Xin Shufen vai Hinomi
- Wu Yi-Fang vai Hinoiei
- Nakamura Ikuyo vai Shizuko
- Jan Hung-Tze vai Lin
- Wu Nien-jen vai Wu
- Zhang Dachun vai Reporter Ho
- Tsai Chen-nan vai ca sĩ

## Giải thưởng và đề cử
- Liên hoan phim Venice lần thứ 46
  - Đoạt giải: Sư tử vàng (Golden Lion) cho phim xuất sắc nhất
  - Đoạt giải: UNESCO Prize
- Giải Kim Mã Đài Loan 1989
  - Đoạt giải: Đạo diễn xuất sắc nhất
  - Đoạt giải: Nam diễn viên xuất sắc nhất
  - Đề cử: Phim xuất sắc nhất
  - Đề cử: Kịch bản xuất sắc nhất
  - Đề cử: Dựng phim xuất sắc nhất
- Giải thưởng Kinema Junpo 1989
  - Đoạt giải: Phim nước ngoài hay nhất
- Giải thưởng Mainichi Film Concours 1991
  - Đoạt giải: Phim nước ngoài hay nhất
- Giải thưởng Tinh thần độc lập của Mỹ 1991
  - Đề cử: Phim nước ngoài hay nhất
- Giải thưởng Political Film Society 1991
  - Đoạt giải: Giải đặc biệt cho phim hay nhất